# Lijst van Nintendo 64-spellen
Dit is een lijst van spellen voor Nintendo 64. Spellen die alleen in Japan zijn uitgebracht staan hier niet tussen. De J die achter de titel staat, geeft aan dat dit de Japanse naam is.

## 0-9
- 64 de Hakken! Tamagotchi Minna de Tamagotchi World - J
- 64 Hanafuda: Tenshi no Yakusoku - J
- 64 Ōzumō - J
- 64 Ōzumō 2 - J
- 64 Trump Collection: Alice no Waku Waku Trump World - J
- 007 The World Is Not Enough
- 1001 pattes
- 1080° Snowboarding

## A
- Aerofighters Assault
- AeroGauge
- AI Shogi 3 - J
- Aidyn Chronicles: The First Mage
- Air Boarder 64
- All-Star Baseball '99
- All-Star Baseball 2000
- All-Star Baseball 2001
- Armorines: Project S.W.A.R.M.
- Army Men: Air Combat
- Army Men: Sarge's Heroes
- Army Men: Sarge's Heroes 2
- Asteroids Hyper 64
- Automobili Lamborghini

## B
- Bakuretsu Muteki Bangai-o - J
- Bakushō Jinsei 64: Mezase! Resort Ō - J
- Banjo-Kazooie
- Banjo-Tooie
- Bass Rush: ECOGEAR PowerWorm Championship - J
- BassMasters 2000
- Batman of the Future: Return of the Joker
- BattleTanx
- BattleTanx: Global Assault
- Battlezone: Rise of the Black Dogs
- Beetle Adventure Racing
- Big Mountain 2000
- BioF.R.E.A.K.S.
- Blast Corps
- Blues Brothers 2000
- Body Harvest
- Bomberman 64
- Bomberman 64: Arcade Edition - J
- Bomberman 64: The Second Attack
- Bomberman Hero
- Bottom of the 9th
- Brunswick Circuit Pro Bowling
- Buck Bumble
- Bust-a-Move 2: Arcade Edition
- Bust-a-Move 3 DX

## C
- California Speed
- Carmageddon 64
- Castlevania
- Castlevania: Legacy of Darkness
- Centre Court Tennis
- Chameleon Twist
- Chameleon Twist 2
- Charlie Blast's Territory
- Chopper Attack
- Choro Q 64 2: Hachamecha Grand Prix Race - J
- Chōkūkan Night: Pro Yakyū King - J
- Chōkūkan Night: Pro Yakyū King 2 - J
- ClayFighter 63⅓
- ClayFighter 63⅓: Sculptor's Cut
- Command & Conquer
- Conker's Bad Fur Day
- Coupe du Monde 98
- Cruis'n Exotica
- Cruis'n USA
- Cruis'n World
- Custom Robo - J
- Custom Robo V2 - J
- CyberTiger

## D
- Daffy Duck dans le rôle de Duck Dodgers
- Daïkatana
- Dance Dance Revolution: Disney Dancing Museum - J
- Dark Rift
- Défi au Tetris Magique
- Densha de Go! 64 - J
- Derby Stallion 64 - J
- Destruction Derby 64
- Dezaemon 3D - J
- Diddy Kong Racing
- Donald Duck: Quack Attack
- Donkey Kong 64
- Doom 64
- Doraemon: Nobita to 3-tsu no Seirei Ishi - J
- Doraemon 2: Nobita to Hikari no Shinden - J
- Doraemon 3: Nobita no Machi SOS! - J
- Dōbutsu no Mori - J
- Dr. Mario 64
- Dual Heroes
- Duke Nukem 64
- Duke Nukem: Zero Hour

## E
- Earthworm Jim 3D
- ECW Hardcore Revolution
- Eikō no Saint Andrews - J
- Elmo's Letter Adventure
- Elmo's Number Journey
- Excitebike 64
- Extreme-G
- Extreme-G 2

## F
- F-1 World Grand Prix
- F-1 World Grand Prix II
- F-Zero X (Expansion Kit (64DD) - J)
- F1 Pole Position 64
- F1 Racing Championship
- Famista 64 - J
- FIFA 99
- FIFA 98 : En route pour la coupe du monde
- FIFA Soccer 64
- Fighters Destiny
- Fighters Destiny 2
- Fighting Force 64
- Flying Dragon
- Forsaken 64
- Fox Sports College Hoops '99
- Fushigi no Dungeon: Fūrai no Shiren 2: Oni Shūrai! Shiren-jō! - J

## G
- G.A.S.P!! Fighters' NEXTream
- Gauntlet Legends
- Getter Love!! Cho Renai Party Game - J
- Gex 3: Deep Cover Gecko
- Gex 64: Enter the Gecko
- Glover
- Goemon Mononoke Sugoroku - J
- Golden Nugget 64
- GoldenEye 007
- GT 64: Championship Edition

## H
- Hamster Monogatari 64 - J
- Harvest Moon 64
- Heiwa Pachinko World 64 - J
- Hercules: The Legendary Journeys
- Hexen: Beyond Heretic
- Hey You, Pikachu!
- Holy Magic Century
- Hot Wheels Turbo Racing
- Hybrid Heaven
- Hydro Thunder

## I
- Ide Yōsuke no Mahjong Juku - J
- Iggy's Reckin' Balls
- In-Fisherman Bass Hunter 64
- Indiana Jones and the Infernal Machine
- Indy Racing 2000
- International Superstar Soccer 98
- International Superstar Soccer 2000
- International Superstar Soccer 64
- International Track & Field: Summer Games
- Itoi Shigesato no Bass Tsuri No. 1 - J

## J
- Jangō Simulation Mahjong-dō 64 - J
- Japan Pro Golf Tour 64 (64DD) - J
- J-League Dynamite Soccer 64 - J
- J-League Eleven Beat 1997 - J
- J. League Live 64 - J
- J-League Tactics Soccer - J
- James Bond 007: Le Monde ne suffit pas
- Jeopardy!
- Jeremy McGrath Supercross 2000
- Jet Force Gemini
- Jikkyō  GI Stable - J
- Jikkyō Powerful Pro Yakyū 2000 - J
- Jikkyō Powerful Pro Yakyū 4 - J
- Jikkyō Powerful Pro Yakyū 5 - J
- Jikkyō Powerful Pro Yakyū 6 - J
- Jikkyō Powerful Pro Yakyū Basic-ban 2001 - J
- Jinsei Game 64 - J

## K
- Ken Griffey Jr.'s Slugfest
- Killer Instinct Gold
- Kira to Kaiketsu! 64 Tanteidan - J
- Kirby 64: The Crystal Shards
- Knife Edge: Nose Gunner
- Knockout Kings 2000
- Kobe Bryant in NBA Courtside
- Kuiki Uhabi Suigou - J
- Kyojin no Doshin (64DD) - J
- Kyojin no Doshin Kaihō Sensen Chibikko Chikko Daishūgō (64DD) - J

## L
- Last Legion UX - J
- Legend of Zelda, The: Majora's Mask
- Legend of Zelda, The: Ocarina of Time
- Lego Racers
- Lode Runner 3-D
- Lylat Wars

## M
- Mace: The Dark Age
- Madden Football 64
- Madden NFL 2000
- Madden NFL 2001
- Madden NFL 2002
- Madden NFL 99
- Mahjong 64 - J
- Mahjong Hōrōki Classic - J
- Mahjong Master - J
- Major League Baseball Featuring Ken Griffey, Jr.
- Mario Artist (Paint Studio, Polygon Studio, Talent Studio, Communication Kit) (64DD) - J
- Mario Golf
- Mario Kart 64
- Mario no Photopi - J
- Mario Party
- Mario Party 2
- Mario Party 3
- Mario Tennis
- Masters '98: Haruka Naru Augusta - J
- Mega Man 64
- Mickey's Speedway USA
- Micro Machines 64 Turbo
- Midway's Greatest Arcade Hits Volume 1
- Mike Piazza's Strike Zone
- Milo's Astro Lanes
- Mischief Makers
- Mission: Impossible
- Monaco Grand Prix
- Monopoly
- Monster Truck Madness 64
- Morita Shogi 64 - J
- Mortal Kombat 4
- Mortal Kombat Mythologies: Sub-Zero
- Mortal Kombat Trilogy
- Ms. Pac-Man Maze Madness
- Multi-Racing Championship
- Mystical Ninja Starring Goemon
- Mystical Ninja Starring Goemon 2

## N
- Nagano Winter Olympics '98
- Namco Museum 64
- NASCAR 2000
- NASCAR 99
- NBA Courtside 2: Featuring Kobe Bryant
- NBA Hang Time
- NBA in the Zone '98
- NBA in the Zone '99
- NBA in the Zone 2000
- NBA Jam 2000
- NBA Jam 99
- NBA Live 2000
- NBA Live 99
- NBA Showtime: NBA on NBC
- Neon Genesis Evangelion - J
- New Japan Pro Wrestling: Tōhkon Road Brave Spirits - J
- New Japan Pro Wrestling: Tōhkon Road Brave Spirits 2: The Next Generation - J
- New Tetris, The
- Nintama Rantarō 64 Game Gallery - J
- NFL Blitz
- NFL Blitz 2000
- NFL Blitz 2001
- NFL Blitz Special Edition
- NFL QB Club 2001
- NFL Quarterback Club '98
- NFL Quarterback Club '99
- NFL Quarterback Club 2000
- NHL Pro 99
- NHL Breakaway '98
- NHL Breakaway '99
- Nightmare Creatures
- Nuclear Strike 64
- Nushi Tsuri 64 - J
- Nushi Tsuri 64: Shiokaze Ninotte - J

## O
- Off Road Challenge
- Ogre Battle 64: Person of Lordly Caliber
- Olympic Hockey Nagano '98
- Onegai Monster - J
- Operation WinBack

## P
- Pachinko 365 Hi - J
- Paper Mario
- Paperboy
- Parlor! Pro 64 - J
- PD Ultraman Battle Collection 64 - J
- Penny Racers
- Perfect Dark
- PGA European Tour
- Pilotwings 64
- Pokémon Puzzle League
- Pokémon Snap
- Pokémon Stadium - J
- Pokémon Stadium
- Pokémon Stadium 2
- Polaris SnoCross
- Power League 64 - J
- Power Rangers: Lightspeed Rescue
- Powerpuff Girls: Chemical X-traction
- Premier Manager 64
- Pro Mahjong Kiwame 64 - J
- Pro Shinan Mahjong Tsuwamono 64: Jansō Battle ni Chōsen - J
- Puyo Puyo Sun 64 - J
- Puyo Puyo~n Party - J

## Q
- Quake
- Quake II

## R
- Rainbow Six
- Rakuga Kids
- Rally '99 - J
- Rally Challenge 2000
- Rampage 2: Universal Tour
- Rampage World Tour
- Rat Attack!
- Rayman 2: The Great Escape
- Les Razmoket : la Chasse aux trésors
- Les Razmoket à Paris : le Film
- Razor Freestyle Scooter
- Re-Volt
- Ready 2 Rumble Boxing
- Ready 2 Rumble Boxing: Round 2
- Resident Evil 2
- Ridge Racer 64
- Road Rash 64
- Roadsters
- Robot Ponkottsu 64: Nanatsu no Umi no Caramel - J
- Robotron 64
- Rocket: Robot on Wheels
- Rush 2: Extreme Racing

## S
- S.C.A.R.S.
- Saikyō Habu Shōgi - J
- San Francisco Rush
- San Francisco Rush 2049
- Scooby-Doo! Classic Creep Capers
- Shadow Man
- Shadowgate 64: Trials of the Four Towers
- SimCity 2000
- SimCity 64 (64DD) - J
- Sin and Punishment: Hoshi no Keishōsha - J
- Snowboard Kids
- Snowboard Kids 2
- South Park
- South Park Rally
- South Park: Chef's Luv Shack
- Space Invaders
- Space Station Silicon Valley
- Spider-Man
- Star Soldier: Vanishing Earth
- Star Wars, épisode 1: Battle for Naboo
- Star Wars, épisode 1: Racer
- Star Wars: Rogue Squadron
- Star Wars: Shadows of the Empire
- StarCraft 64
- Starshot : Panique au Space Circus
- Stunt Racer 64
- Super B-Daman: Battle Phoenix 64 - J
- Super Bowling
- Super Mario 64 (Shindō Edition - J)
- Super Robot Spirits - J
- Super Robot Taisen 64 - J
- Super Smash Bros.
- Supercross 2000
- Superman 64
- Susume! Taisen Puzzle-Dama: Tōkon! Marutama Chō - J

## T
- Tarzan
- Taz Express
- Telefoot Soccer 2000
- Tetris 64 - J
- Tetrisphere
- Tom & Jerry sèment la pagaille
- Tonic Trouble
- Tony Hawk's Pro Skater 2
- Tony Hawk's Pro Skater 3
- Tony Hawk's Skateboarding
- Top Gear Hyper Bike
- Top Gear Overdrive
- Top Gear Rally
- Top Gear Rally 2
- Toy Story 2 : Buzz l'Éclair à la rescousse !
- Transformers: Beast Wars Transmetals
- Triple Play 2000
- Turok: Dinosaur Hunter
- Turok 2: Seeds of Evil
- Turok: Rage Wars
- Turok 3: Shadow of Oblivion
- Twisted Edge Snowboarding

## U
- Ucchan Nanchan no Honō no Challenge: Denryū Ira Ira Bō - J

## V
- V-Rally Edition '99
- Vigilante 8
- Vigilante 8: Second Offense
- Virtual Chess 64
- Virtual Pool 64
- Virtual Pro Wrestling 2: Ōdō Keishō - J
- Virtual Pro Wrestling 64 - J

## W
- Waialae Country Club: True Golf Classics
- War Gods
- Wave Race 64 (Shindō Edition - J)
- Wayne Gretzky's 3D Hockey
- Wayne Gretzky's 3D Hockey '98
- WCW Backstage Assault
- WCW Mayhem
- WCW Nitro
- WCW vs. nWo: World Tour
- WCW/nWo Revenge
- Wetrix
- Wheel of Fortune
- Winnie l'Ourson : La chasse au miel de Tigrou
- WipEout 64
- Wonder Project J2: Koruro no Mori no Josette - J
- World Driver Championship
- Worms Armageddon
- WWF Attitude
- WWF No Mercy
- WWF War Zone
- WWF Wrestlemania 2000

## X
- Xena: Warrior Princess: The Talisman of Fate

## Y
- Yakōchū II: Satsujin Kōro - J
- Yannick Noah All Star Tennis '99
- Yoshi's Story

## Z
- Zool: Majū Tsukai Densetsu - J